# 新瓦西里夫卡 (別里斯拉夫區)
47°15′55″N 33°33′31″E / 47.26528°N 33.55861°E
新瓦西里夫卡（烏克蘭語：Нововасилівка）是位於烏克蘭南部的村莊，由赫爾松州別里斯拉夫區的大亚历山德里夫卡市镇負責管轄。該村始建於1870年，面積1.04平方公里，海拔高度69米，2001年人口121，人口密度每平方公里116.8人。